# Zhenghecaris shankouensis
La zhenghecaride (Zhenghecaris shankouensis) è un artropode estinto, forse affine ai tilacocefali. Visse nel Cambriano inferiore (circa 520 milioni di anni fa) e i suoi resti sono stati ritrovati in Cina, nel ben noto giacimento di Maotianshan.

## Descrizione
Questo animale possedeva un carapace non mineralizzato dalla forma a cupola, compresso lateralmente ed equipaggiato con strutture anteriori appuntite. Questo carapace probabilmente racchiudeva l'intero corpo dell'animale. All'estremità anteriore erano presenti due occhi di forma ellittica, posti su peduncoli.

## Classificazione
Zhenghecaris è uno dei più grossi artropodi bivalvi rinvenuti nel giacimento di Maotianshan. La forma del carapace, gli ornamenti esterni e gli occhi suggeriscono che questo animale potesse rappresentare una forma primitiva di tilacocefali, un enigmatico gruppo di artropodi dalle incerte affinità, vissuti tra il Cambriano e il Cretaceo. Altri possibili tilacocefali arcaici sono Isoxys e Tuzoia.

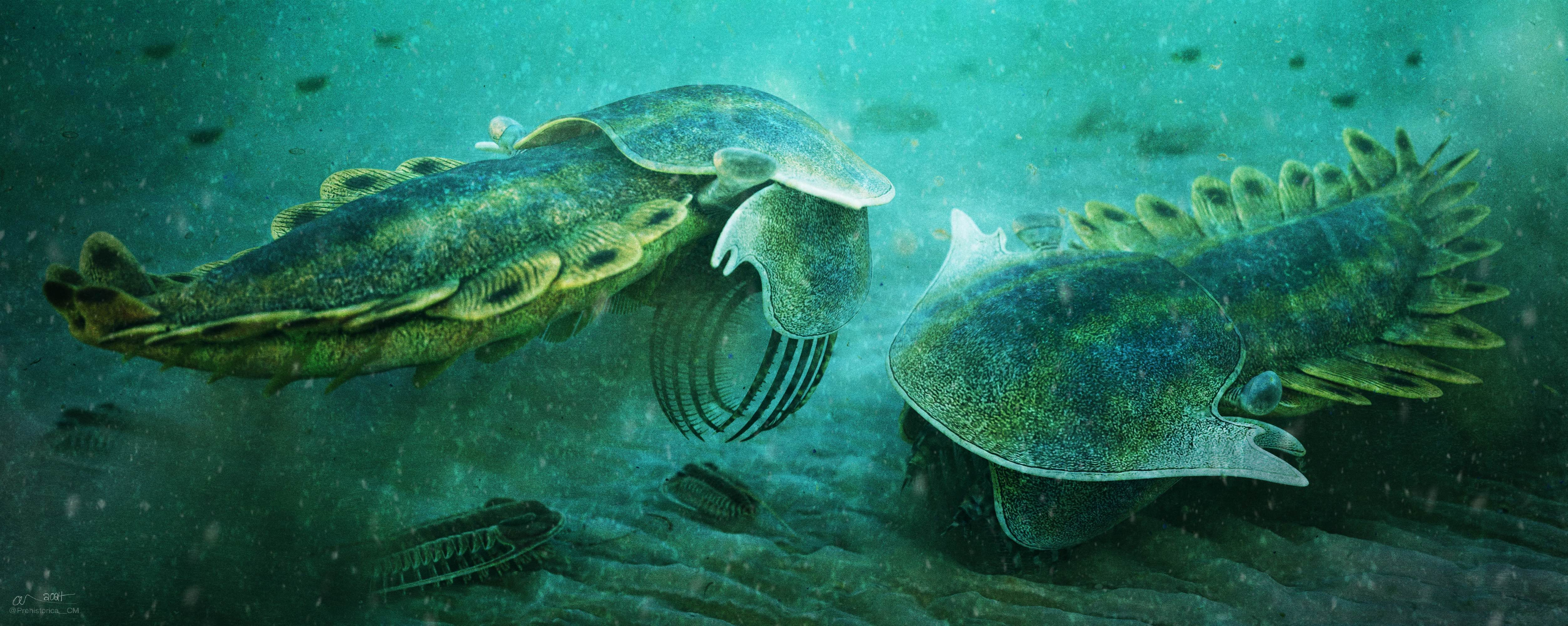
Ricostruzione di Zhenghecaris nel suo ambiente

## Stile di vita
Zhenghecaris era probabilmente un animale nuotatore (nectonico) che abitava il livello più basso della colonna d'acqua in zone marine tranquille e dalle acque poco profonde. È probabile che questo animale si nutrisse di minuscoli organismi che catturava nella stessa colonna d'acqua o sul fondo marino.